# Athabasca Valles
Le Athabasca Valles sono una struttura geologica della superficie di Marte. Athabasca può essere pensata come un sistema di canali da deflusso impostatosi nel tardo Amazzoniano e situato al centro della regione di Elysium Planitia (il secondo complesso vulcanico su Marte per ordine di dimensioni) posta a sud del bulge di Elysium. Tale sistema è parte di una serie di canali presenti in questa regione; si ritiene che questi canali si siano originati da grandi fessure impostatesi sulla superficie piuttosto che da terreni caotici quali punti sorgenti, ad esempio, del sistema vallivo circum-Chryse. Athabasca Valles in particolare sembra essere emanato da una delle fessure appartenenti alle Cerberus Fossae con una direzione del flusso verso valle posto a sudovest di questa struttura e vincolato a sud da una cresta corrugata (wrinkle ridge) che può essere seguita per oltre 100 km, prima di sfociare presso la pianura vulcanica di Cerberus Palus. Nel complesso si ritiene che le valli costituenti Athabasca siano recenti, tanto da definire il relativo sistema di deflusso come il più giovane presente sul pianeta.

## Origine del nome
Athabasca Valles prende il nome dal fiume Athabasca, che attraversa il Parco nazionale Jasper nella provincia canadese di Alberta. Nulla può essere detto per quanto riguarda le osservazioni storiche di Marte in quanto la struttura è troppo piccola per essere osservata con i telescopi posti a terra. La prima visualizzazione e quindi il loro riconoscimento viene riferita alle immagini degli orbiter Viking che a malapena risolvevano le caratteristiche di Athabasca, tanto da essere interpretate come il più giovane sistema di canali di deflusso presente su Marte formato da catastrofiche inondazioni dovute all'acqua (Tanaka e Scott, 1986). Comunque i dati successivi, ottenuti dalle sonde Mars Global Surveyor (MGS), Mars Odyssey (MO) e Mars Express (ME), non furono completamente coerenti con le caratteristiche che possiedono i sistemi vallivi formati esclusivamente da processi erosivi generati dall'inondazione o dal passaggio di acqua.
Inizialmente Athabasca fu nominato Athabasca Vallis nella sua accezione di canale unico e quindi di forma singolare. L'Unione astronomica internazionale ha approvato ufficialmente il nome Athabasca Valles nella sua definizione attuale, ossia di molteplici canali, solo nel 1997.
L'attuale cartografia ufficiale e relative note di accompagno sono state rilasciate dalla U.S. Geological Survey (Dipartimento dell'Interno degli USA) e preparata dalla NASA nel 2021 come Scientific Investigations Map n. 3477 (Geologic Map of the Athabasca Valles Region, Mars) da Laszlo P. Keszthelyi, Alexandra E. Huff e Windy L. Jaeger (2021).

## Ipotesi di formazione geologica
Sebbene i ricercatori siano generalmente d'accordo sul fatto che la valle si sia formata a causa della catastrofica fuoriuscita di acqua dalla fessura meridionale di Cerberus Fossae, la comunità scientifica non ha raggiunto un consenso sul preciso meccanismo di formazione dietro le Athabasca Valles, sia nella natura dei fluidi che hanno percorso la valle, sia in termini di successivi eventi geologici che hanno da allora modificato la regione. 
I ricercatori propongono contemporaneamente un'origine da acque alluvionali (simile alle inondazioni di Missoula che hanno formato le Channeled Scablands nello stato di Washington), da deposizione di lava a bassa viscosità (simile ai flussi pāhoehoe delle Hawaii), da azione glaciale o una combinazione degli agenti esogeni-endogeni sopra menzionati. Anche la presenza di tumuli forati sul fondovalle è stata oggetto di vivace dibattito a sostenere le diverse ipotesi proposte ed indicandole con una diversa accezione morfologica come pingo oppure coni senza radici (con il nome diverso a seconda dello studio effettuato e delle genesi proposta come rootless cone oppure volcanic rootless constructs abbreviato in VRC)..
Si è ipotizzato anche che i terreni poligonali di varie dimensioni osservati nelle Athabasca Valles e a valle di Cerberus Palus abbiano contemporaneamente sia caratteristiche vulcaniche che periglaciali. Le interpretazioni su questi terreni differiscono fortemente soprattutto per ciò che riguarda l'ordine in cui queste caratteristiche si sovrappongono ad altri eventi avvenuti nelle Athabasca Valles.

## Inquadramento geografico
Marte presenta molte prove di vulcanismo e deflussi di acqua liquida sulla sua superficie, sebbene la maggior parte di questi indicano età dei miliardi di anni. Tra le molteplici prove di vulcanismo, importante è il bulge di Elysium. Le pianure di Elysium risultano essere situate tra gli altopiani meridionali che arrivano a bordare sino a est il complesso vulcanico, la cresta della Medusae Fossae Formation posta a est e a sudest della stessa piana vulcanica e le lave dell'Esperiano e dell'Amazzoniano provenienti dagli Elysium Mons situati a nord. In particolare  il vulcanismo in Elysium Planitia centrale è stato attivo negli ultimi 250 milioni di anni (più specificatamente tra i 300 Ma e i 20 Ma come indicato in Berman e Hartmann, 2002; Vaucher et al, 2009; Hauber et al, 2011) riprende anche le pianure di Cerberus, a sudest di Cerberus Fossae (Vaucher et al., 2009) interessando anche i canali di deflusso (Jaeger et al., 2007, 2010) che si dipartono da questa struttura. Le lave più giovani (la più recente è stata data a circa 2,5 Ma (Vaucher et al., 2009; Golder et al, 2020); sembrano provenire dalle Cerberus Fossae, poste a circa 1500 km a sudest del gruppo vulcanico e che corrono proprio lungo le Athabasca Valles (Burr et al, 2002; Vaucher et al., 2009; Kerber e Head, 2010).
Cerberus Fossae è tra le strutture tettoniche più giovani su Marte. Si configura come una serie di fosse lunga circa 1250 km le cui fratture, con oltre 500 m di dislivello verticale, presentano un basso riempimento di sedimenti (Vetterlein e Roberts, 2009) e tracce di massi recenti (per caduta gravitativa) attribuite a paleomarsimoti attuali o sub-attuali (Brown e Roberts, 2019; Roberts et al., 2012). Tre canali di deflusso si dipartono da Cerberus Fossae e che sembrano essere formati da eventi che emanavano dalle strutture (Burr, 2002; Grier et al., 2002, McEwen et al., 2002).
I canali di deflusso della planitia si distinguono da quelli della circostante regione di Chryse (quali Kasei Valles, Ares Vallis, ecc.) in quanto, forse, provenienti da fessure vulcaniche piuttosto che dai terreni caotici. La Athabasca Valles è la più occidentale dei canali di deflusso appartenenti all''Elysium Planitia e l'unico dei sistemi di canali in questa regione a scorrere verso ovest per 1200 km; gli altri maggiori canali di deflusso in questa regione mostrano una direzione orientale e sono il Grjotá Valles (Berman e Hartmann, 2002; Burr et al, 2002; Plescia, 2003) che corre verso nordest, la Rahway Valles, e la Marte Vallis che si estende per 1800 km verso est prima e nordest poi.
Con questa struttura il sistema di Athabasca Valles viene a trovarsi a sud del picco di Albor Tholus della provincia vulcanica di Elysium. Data questa conformazione Athabasca Valles ricade all'interno degli altipiani meridionali ed è diffuso in prossimità della dicotomia crostale planetaria, inserita nella più ampia regione della piana di Elysium le cui relazioni cronologiche e stratigrafiche di cross-cutting la indicano come una vasta fascia pianeggiante interpretata essere composta in gran parte da plateau basaltici. La direzione dell'asse vallivo è nordest-sudovest e la sua estremità meridionale sfocia nella provincia di Elysium. Il sistema di canali che compone la valle viene interessata presso Cerberus Fossae da una risalita composta da colline poste a nordest nella parte più orientale della valle segnando il terreno in direzione perpendicolare alla direzione generale della valle di Athabasca. Verso valle, a sudovest del sistema, si trova la pianura di Cerberus Palus.

## Geomorfologia

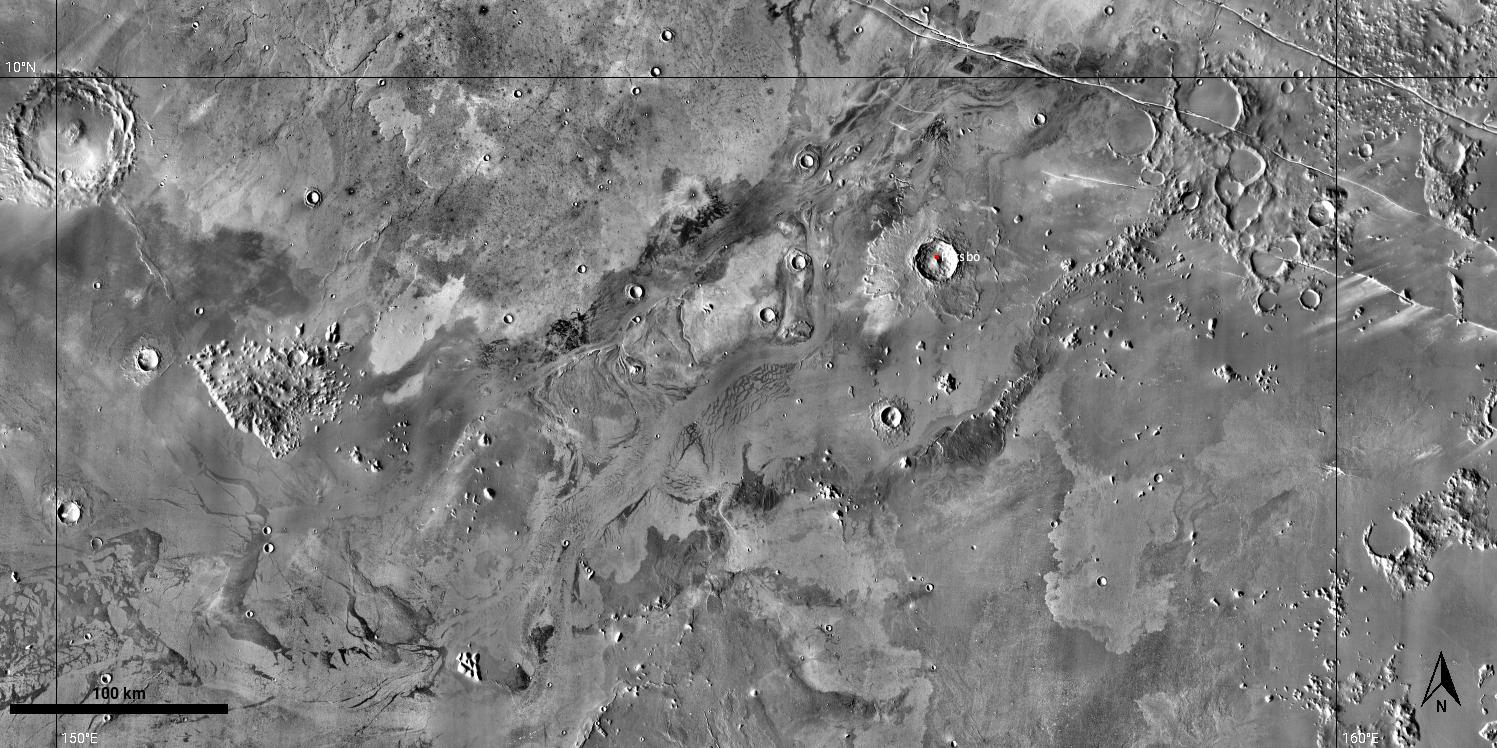
Le Athabasca Valles mostrano una direzione di flusso che alcuni ricercatori interpretano come morfologie correlate alle acque alluvionali. L'immagine riporta la zona di Cerberus Fossae ripresa nell'infrarosso termico diurno con lo strumento THEMIS/MO, che si pensa essere la fonte di catastrofiche emissioni di acqua liquida che hanno scolpito le valli e in seguito riempito i canali con flussi di lava basaltica (notare le forme aerodinamiche). Le immagini infrarosse diurne THEMIS (con risoluzione di 100 m/pixel) includono le proprietà termiche dei materiali di superficie. Le strisce luminose che si estendono a sudovest dietro i bordi dei crateri e le fratture sono composte da materiale a grana fine con bassa inerzia termica (probabilmente polvere). I flussi scuri adiacenti a Cerberus Fossae meridionale hanno un'elevata inerzia termica. (Fonte Kedar S, et al., 2021). Screenshot ottenuto tramite l'applicativo JMARS.

L'osservazione della zona in prossimità di Cerberus Fossae dagli orbiter nelle lunghezze d'onda dell'infrarosso termico (p.e. THEMIS/MO)  durante il giorno, mostra la vera natura della superficie di Athabasca Valles: questa si presenta come un insieme di scanalature che, partendo da Cerberus Fossae, corrono verso sudovest. Le scanalature, ossia i canali, alternano tratti rettilinei a settori che tendono a ricordare una morfologia fluviali con anse, isole, divergenza e convergenza di flussi. Le diverse tonalità di grigio indicando le differenti proprietà termiche dei materiali superficiali. Così si possono osservare strisce chiare che si estendono a sudovest dietro i crateri e le fratture, composte da materiali a grana fine e dalla bassa inerzia termica (probabilmente polvere) mentre flussi scuri adiacenti a Cerberus Fossae meridionale tendono a suggerire rocce o minerali dall'alta inerzia termica.
Durante la sua formazione la valle di deflusso ha seguito probabilmente un percorso a tendenza sudovest preesistente, portando all'attuale trend osservato: infatti Athabasca è delimitata a sud da una cresta rugosa associata a sollecitazioni di compressione provenienti dalla provincia vulcanica dell'Elysium. Il punto di origine (forse coincidente con la sorgente) viene fatto coincidere presso Cerberus Fossae presso due canali che convergono circa 25 km a sudovest della fessura; dopo altri 80 km, la valle diventa a carattere distributivo, con alcuni dei suoi rami che attraversano la cresta corrugata posta al limite meridionale.

### Flussi lavici
Evidenze geomorfologiche indicano che i depositi associati alla valle di Athabasca scompaiono alla sua estremità sud-occidentale sotto flussi di lava recenti.
Si ritiene che i materiali che formano il fondovalle del sistema siano a composizione ultramafica o mafica, caratterizzata da una abbondanza di ferro e una abbondanza relativamente bassa di potassio e torio basandosi sui dati dello spettrometro a raggi gamma del Mars Odyssey (GRS/MO, 2001). Tale composizione viene ricavata anche dalle morfologie superficiali e dalle proprietà dielettriche dedotte delle interfacce dei lobi dei flussi lavici suggerendo che le regioni di Elysium siano costituite da basalto.
Si osserva soprattutto laddove è riemerso il pavimento dovuto ad azione di esumazione per agente eolico. Inoltre, l'estensione e la compressione su larga scala sono evidenti nell'unità a pavimento di Athabasca Valles, che potrebbe essere stata associata a precedenti eventi tettonici regionali o allo svuotamento di una sottostante camera magmatica. L'unità vulcanica proposta a costituire il pavimento di Athabasca (tra gli altri tipi di terreni presenti) è ipotizzata da alcuni ricercatori come la più giovane e la più grande unità di effusione lavica riconosciuta su Marte e l'unica istanza di un'unità che mostra prove morfologiche associabili ad un flusso turbolento.
Nel complesso l'estensione areale dei flussi lavici impostati a formare il sistema di Athabasca Valles è stata mappata come una unità a ricoprire i terreno sottostanti e a ricomprendere una regione che raggiunge appieno Elysium Planitia a sud, scomparendo indistintamente nel margine settentrionale di Zephyria Planum ed estendendosi attraverso un'ampia fascia di Cerberus Palus con una direzione est-ovest, attraversando una regione larga quasi quanto il rialzo di Elysium. Si è osservato che tale unità lavica è grande quanto lo stato dell'Oregon; presenta una vasta estensione areale tale da eguagliare le grandi province ignee terrestri quali quelle del Deccan e delle Trappole Rajamundry nel sud dell'India. Al confine nord-ovest dello sbocco della valle di Athabasca si trova un terreno accidentato la cui datazione è stata effettuata grazie al conteggio dei crateri presenti nell'unità geologica a cui afferisce il sistema Athabasca Valles, risultando come una area più antica esistente quindi di età del Noachiano. È stato scoperto che le recenti faglie estensive prossime ed associate alle Cerberus Fossae meridionali sono posteriori alla formazione di tutte le caratteristiche della valle e sono, probabilmente, le caratteristiche geologiche più recenti presenti nel sistema di Athabasca Valles.

### Canali di deflusso
Tra tutti i canali di deflusso presenti su Marte quelli di Athabasca vengono considerati di particolare interesse per la comunità geologica che studia il pianeta. La stima dell'età tramite il conteggio craterico suggerisce che la valle sia venuta a formarsi di recente rimando attiva sino a 20 Ma costituendo il più giovane sistema di drenaggio del suo genere riconosciuto su Marte e supponendo che le unità di lava incorporanti (su cui è stata eseguita la datazione del cratere) siano state depositate contemporaneamente alla creazione dei canale di deflusso.
Migliori spiegazioni della sua genesi consentirebbero ai ricercatori di vincolare in maniera più rigorosa le condizioni idrologiche in questa regione di Marte la cui attività si ritiene essere terminata molto tempo dopo l'inizio dell'Amazzoniano, momento in cui si pensa che la maggior parte dell'attività idrologica planetaria superficiale marziana sia canonicamente cessata. Infatti sembra che le attività alluvionali più recenti e che hanno attraversato le valli di Athabasca potrebbero essere avvenute fino a 2 – 8 Ma.

### Crateri
Circa l'80% dei crateri presenti nelle Athabasca Valles sono crateri secondari dovuto all'impatto che ha creato il Cratere Zunil, dal diametro maggiore di 10 km, famoso come cratere raggiato presente sulla superficie marziana e candidato come probabile fonte delle meteoriti shergottiti ritrovati sulla Terra. Inizialmente si pensava che la presenza di questi crateri secondari recenti avessero distorto le date delle età, estremamente recenti, ricavate dal conteggio dei crateri presenti nei pavimenti di Athabasca Valles.
Il cratere Zunil si trova a est della rete di Athabasca Valles, estendendosi lungo il trend sud-orientale oltre le fessure di Cerberus Fossae. Secondariamente, un altro giovanissimo cratere raggiato nel quadrante di Zunil posto nelle vicinanze del Cratere Corinto, viene sospettato di sovrapporsi nel fondovalle di Athabasca Valles, ma le morfologie di questi crateri secondari sono incerte e il loro allineamento con i raggi del Cratere Corinto potrebbe essere casuale.
Studi tramite cartografia sono stati effettuati  da diversi autori nell'area di Athabasca Valle. Burr e colleghi (2021), nel loro lavoro cartografano crateri con diametri inferiori al chilometro indicandone la morfologia. In particolare le forme crateriche sub-chilometriche mostrano depressioni centrali presentandosi a volte elevate rispetto al terreno circostante. Alcuni di questi crateri sulla piana di Aeolis sono stati erosi in protuberanze (Kerber e Head, 2010), a dare convergenza morfologica con altri processi. I crateri di tali dimensioni  possono quindi essere facilmente oscurati dalle azioni di resurfacing avvenute anche nell'Amazzoniano (Werner e Tanaka, 2011), come effettivamente mostrato dal ribaltamento delle popolazioni di crateri di piccole dimensioni presso Athabasca Valles, situate a nord dell'area cartografata dagli autori (p.e., Burr et al., 2002).

## Ipotesi sulla genesi delle Athabasca Valles

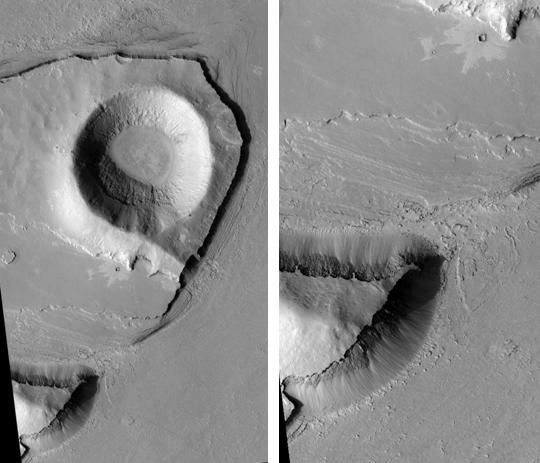
Morfologia aerodinamica nelle Athabasca Valles, come osservata da HiRISE/MRO. L'interpretazione che viene data è che tali forme siano venite a formarsi in eventi di megainondazioni. Fonte: University of Arizona/LPL/HiRISE: ESP_011825_1895.

Storicamente, alcuni ricercatori hanno associato l'emissione del fluido dalle valli di Athabasca alle formazioni a valle Marte Vallis e Grjotá Valles, ma questa prospettiva non viene più perseguita da quando sono disponibili i dati dello strumento Mars Orbiter Camera alloggiata nell'orbiter Mars Global Surveyor (MOC/MGS, 1996) all'epoca definita ad alta risoluzione, consentendo conteggi aggiornati dei crateri presenti nelle piane (le età di ogni piana possono essere considerate asincrone) e permettendo nuove interpretazioni geomorfologiche (la roccia di lava fresca ad alta permeabilità avrebbe causato infiltrazione di flussi di acque dilavanti molto prima di raggiungere le testate delle altre valli).
Sebbene i ricercatori generalmente concordino sul fatto che la valle sia stata formata dalla fuoriuscita catastrofica di acqua proveniente dalla fessura più meridionale delle Cerberus Fossae, la comunità scientifica non ha raggiunto un consenso unanime sul preciso meccanismo che sta dietro alla formazione delle valli di Athabasca, sia per ciò che riguarda la natura del fluido che ha seguito la valle, sia in termini dei successivi eventi geologici che da allora hanno modificato la regione (come processi di resurfacing).
Chi studia la regione è propenso a pensare che si sia avuta un'origine da acque alluvionali (simile alle inondazioni di Missoula che hanno formato i Scabland canalizzati nello stato di Washington), per un'origine lavica a bassa viscosità (simile ai flussi pāhoehoe delle Hawaii), per un'origine glaciale o una combinazione dei suddetti meccanismi. Anche la presenza di tumuli forati presenti nel fondovalle è stata oggetto di dibattito a sostegno delle diverse ipotesi proposte e che sono state suggerite in modo alternato come i pingo e i pseudocrateri. È stato anche proposto che i terreni poligonali osservati a varia scala nella Valle Athabasca e nelle valli di Cerberus Palus abbiano caratteristiche sia vulcaniche che periglaciali. Le interpretazioni su questi terreni differiscono fortemente anche rispetto all'ordine in cui queste caratteristiche si sovrappongono ad altri eventi identificati nella valle a seconda quindi del tempo di formazione e come dettati dalla legge di sovrapposizione.
Esistono interpretazioni contrastanti sulla formazione del sistema di Athabasca Valles. Le diverse ipotesi e prove a supporto e concorrenti sono descritte di seguito.

### Ipotesi sulla formazione permegaflooding
Le Athabasca Valles è il più giovane sistema composto da canali di deflusso su Marte e viene  storicamente compreso come risultato di megaflooding (p.e. Carr, 1979; Baker, 1982; Burr et al., 2009; Coleman e Baker, 2009). I modelli numerici delle inondazioni che attraversano il sistema di canali largo circa 30 km e lungo 300 km suggeriscono un picco di portata di circa un 106 metri3/s  (p.e. Burr et al., 2002a, 2002b, 2004; Burr, 2003; Keszthelyi et al., 2007; Durrant et al., 2017).
Athabasca si mostra insolita in quanto si pensa che sia stata inizialmente scavata dall'acqua e successivamente ricoperta da un singolo, sottile flusso vulcanico. Terreni distintivi a forma di goccia, canali di ramificazione e dune ondulate trasversali (interpretate come formate sott'acqua) sono molte delle forme riscontrate all'interno del sistema vallivo e sono morfologicamente simili a quelli trovati nello Scabland canalizzato sulla Terra nella parte orientale dello stato di Washington. Le Scabland canalizzate si formarono durante la catastrofiche inondazioni di Missoula, una serie di alluvioni catastrofiche provenienti da improvvise rotture di contrafforti a costituire dighe di ghiaccio del lago glaciale Missoula di età del Pleistocene. Secondo questa interpretazione, tali morfologie affusolate sono state create quando il passaggio di flussi idrici alluvionali hanno depositato sedimenti contro sporgenze rocciose sporgenti, come bordi dei crateri o mesas di roccia del bedrock. Nel caso specifico di Athabasca Valles, la stragrande maggioranza di tali forme affusolate sono sorte attorno a mesa di roccia relitta.
Si ritiene che l'acqua di inondazione dell'evento che ha formato le Athabasca Valles sia avvenuta a Cerberus Fossae nei presso dei 10° N e 157° E, dove le acque sotterranee potrebbero essere state intrappolate sotto uno strato di ghiaccio che è stato fratturato quando si vennero a formare le fossae. Poiché su entrambi i lati della fessura sono presenti prove di erosione fluviale, alcuni autori hanno proposto che il deflusso delle acque di inondazione da Cerberus Fossae fosse violento, formando una sorgente simile al Vecchio fedele dentro il Parco nazionale di Yellowstone, un geyser nello stato americano di Wyoming. Alcuni ricercatori hanno notato, grazie ai dati a relativamente bassa risoluzione ricavati nella missione del Mars Global Surveyor,  che gli eventi di alluvione che hanno formato i canali di Athabasca sono stati intervallati dalla deposizione di lava in alcune parti dei canale di deflusso durante la formazione delle unità di pianura, mentre alcuni ricercatori ritengono che l'acqua di inondazione avrebbe potuto essere accomodata da una significativa permeabilità della roccia lavica appena formata di Cerberus Palus. Ciò significa che l'interazione tra lave fresche e acque alluvionali potrebbe essere responsabile delle forme coniche senza radici osservate vicino alla regione di sprofondamento  suggerite nelle Athabasca Valles all'interno della regione di Cerberus Palus.
Alcuni ricercatori hanno proposto che la formazione delle forme affusolate osservate nelle Athabasca Valles potrebbero essere il risultato della presenza di ostacoli nel bedrock roccioso (come i bordi dei crateri) presenti in aree a bassa quota, dove la modellizzazione idrologica suggerisce che le acque alluvionali potrebbero aver stagnato. Le deposizioni risultanti attorno a questi ostacoli sarebbero state nuovamente scolpite nei successivi eventi di megaflooding, con le uniche sezioni sopravvissute di questi depositi sedimentari che si trovavano nelle regioni dietro gli ostacoli del bedrock. Per alcune delle forme affusolate a monte delle valli di Athabasca, tuttavia, l'odierna topografia non suggerisce un evento di stagnazione. Per alcuni studiosi la genesi proposta per la formazione delle morfologie affusolate in queste situazioni considera delle regioni in cui l'evento di ristagno sarebbe stato possibile in passato; successive eruzioni di lava di tipo fissurale (con meccanismi molto simili a quelli delle acque alluvionali) però potrebbero aver reso meno inciso il profilo topografico della valle. Come si può osservare nelle immagini Viking e MOC/MGS, le forme affusolate delle Athabasca Valles hanno spesso fino a dieci strati distinti, esposti da una successiva erosione catastrofica, con ogni strato che ha uno spessore fino a 10 m. Sono spesso paralleli a scanalature alte fino a 10 m, che svaniscono dalle morfologie allungate entro poche centinaia di metri. Queste scanalature sono interpretate come strutture deposizionale e risultano essere dimensionalmente coerenti con caratteristiche simili osservate all'interno delle Scabland canalizzate dello stato di Washington.
A sostegno dell'ipotesi dei megaflooding, alcuni autori hanno interpretato i terreni piatti e increspati (descritti da altri come tessiture caratteristiche della lava) come sezioni relitte della sottostante formazione delle fossae di Medusae che sono stati riesumati per processi eolici.
I ricercatori che preferiscono l'ipotesi di megaflooding generalmente indicano la provenienza dell'acqua da un serbatoio sotterraneo profondo. Sulla base della modellizzazione idrologica, alcuni autori hanno notato che non ci sono altri meccanismi basati sull'acqua, tra cui il flusso di acque sotterranee controllato gravitazionalmente  o lo scioglimento magmatico del ghiaccio terrestre, che potrebbero spiegare il volume d'acqua necessario per scavare le Athabasca Valles. Poiché non ci sono prove di cedimenti in prossimità della superficie, si interpreta che questo serbatoio sorgente si trovi in profondità nel sottosuolo.
Effettivamente la stretta associazione tra grandi volumi di acqua e lava che vengono emanati dalla stessa struttura di Cerberus ha portato a interpretazioni secondo cui i graben sono soprastanti a blocchi che potrebbero aver interagito con il ghiaccio presente in zona (Cassanelli e Head, 2018; Head et al., 2003; Nahm et al., 2016), probabilmente tramite il rilascio di acqua sotterranea pressurizzata confinata sotto la criosfera (p.e, Marra et al., 2014 e riferimenti ivi contenuti; Cassanelli e Head, 2018). La faglia di Cerberus Fossae sembra essersi verificata dopo il flusso più recente (Vetterlein e Roberts, 2009) e si prevede che sia attiva oggi (Taylor et al., 2013). Diversi eventi sismici rilevati da InSight sembrano aver avuto origine da Cerberus Fossae (Giardini et al., 2020).
La fattibilità di questo modello basato sulle provenienza di acque profonde per la formazione di Athabasca Valles è stata messa in discussione dal punto di vista della modellizzazione idrologica, da vari ricercatori che hanno osservato come la regione sotto Cerberus Fossae richiederebbe un serbatoio completamente saturo, estremamente profondo e attivamente ricaricato da acqua conservata sotto un intatta criosfera contenuta internamente come falda acquifera con una maggiore porosità rispetto a quelli tipicamente osservati in contesti simili terrestri. Alcuni autori hanno sostenuto che il requisito di porosità non plausibilmente elevata potrebbe essere trascurata se la pressioni di poro fosse estremamente elevata fornita dall'attività tettonica associata alle formazioni simultanee dei rialzi di Elysium e di Tharsis probabilmente attraverso gli effetti del faglie estensive. Se stress estensionali si fossero impostati gradualmente accumulandosi nelle vicinanze delle Cerberus Fossae, qualsiasi attività tettonica potrebbe allentare queste tensioni estensionali, causando una compressione relativa che arriverebbe a pressurizzare il serbatoio. Nelle vicinanze dei dicchi, tuttavia, aggiungerebbe grandi quantità di materiale nelle vicinanze del serbatoio, comprimendolo e pressurizzandolo rapidamente. Qualsiasi rottura e colpa associato a questa attività tettonica penetrerebbe nella criosfera sovrastante (in un Marte dell'Amazzoniano secco e freddo); per compensare la sua pressurizzazione, i fluidi del serbatoio sarebbero costretti verso l'alto attraverso la fessura, formando le morfologie del canale di deflusso osservate in superficie. Questa interpretazione è stata contestata, con affermazioni contrarie che la frattura del diking o dell'estensione che ha formato Cerberus Fossae avrebbe dovuto uniformemente violare l'intera fitta criosfera protettiva per consentire alle acque sotterranee di fuoriuscire in quantità sufficienti per soddisfare in maniera idrodinamica lo scenario di formazione per megaflood di Athabasca Valles. Formazioni di dicchi nella prossimità comunque aggiungerebbero grandi quantità di materiale nelle vicinanze del serbatoio, comprimendolo e pressurizzandolo rapidamente. Qualsiasi rottura e/o faglia associata a questa attività tettonica penetrerebbe la criosfera sovrastante anche nel periodo dell'Amazzoniano secco e freddo; compensando la sua pressurizzazione, i fluidi del serbatoio verrebbero spinti verso l'alto attraverso una o più rotture nel terreno e formando le morfologie del canale di deflusso osservate sulla superficie. Questa interpretazione è stata contestata, con ulteriori affermazioni secondo cui i dicchi o le fratturazioni estensionali che hanno formato Cerberus Fossae avrebbe dovuto  spaccare uniformemente l'intera criosfera protettiva, spessa, per consentire alle falde acquifere di fuoriuscire in quantità sufficienti a soddisfare in termini idrodinamici lo scenario di formazione dei megaflood di Athabasca Valles.

### Ipotesi di formazione per flusso di lava a bassa viscosità

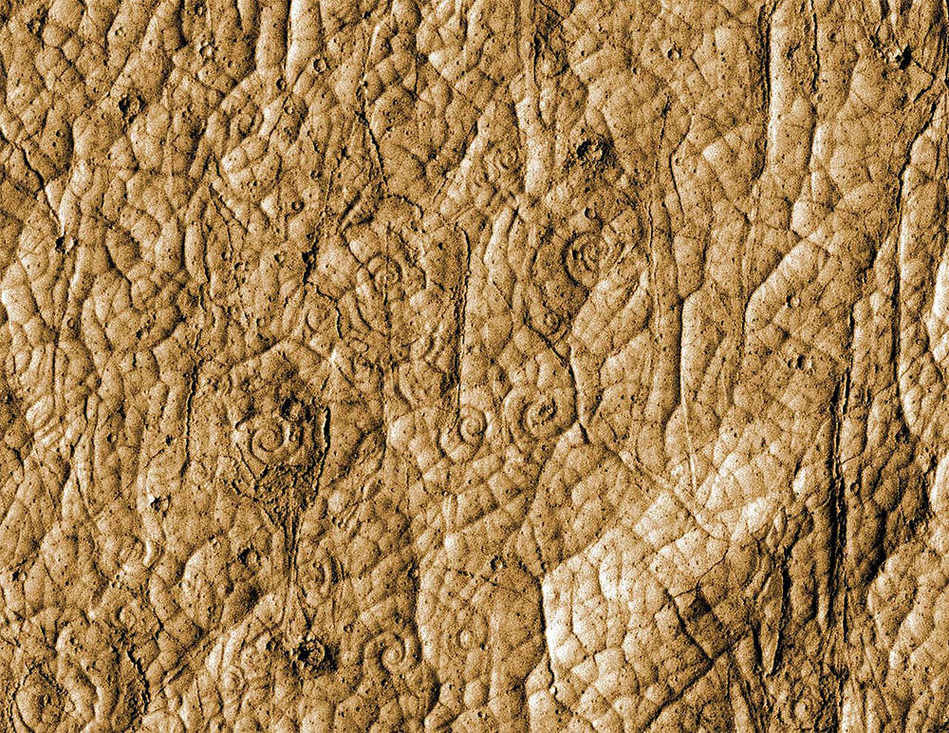
Flussi di lava a valle dell'Athabasca Valles e posti in Cerberus Palus. Nell'immagine di HiRISE/MRO si osservano presunte spirali di lava dal diametro dell'ordine dei metri. Fonte: HiRISE/MRO.

Elysium Planitia è una regione di Marte il cui vulcanismo sembra essere particolarmente recente. L'origine vulcanica viene supportata da alcune prove date dalla morfologia superficiale come scarpate lobate e platy terrains consistenti con una genesi per flusso lavico (p.e. Voigt J.R. et al., 2023). Studiare questa area è quindi fondamentale per comprendere e imporre dei vincoli alla recente evoluzione termica e idrologica del pianeta. Infatti la regione ha anche sperimentato molteplici eventi di inondazione data dall'acqua e sebbene  siano state riconosciute prove di passate interazioni lava-acqua, l'attuale ghiaccio del terreno (se presente) è probabilmente limitato in settori localizzati.
Calcolo dei volumi e delle dimensioni dei canali che costituiscono Athabasca valles sono state utilizzate per stimare i tassi di emissione sia dei flussi idrici (Burr 2002; Grier, et al., 2002; Keszthelyi et al., 2007) sia dei flussi di lava. I volumi totali stimati di lava eruttata necessari per lo sviluppo dei singoli canali di deflusso marziani varierebbero rispettivamente da circa 7500 a 11.000 km3 per i sistemi più piccoli di Athabasca Valles e Hrad Vallis (Jaeger et al., 2010; Hopper e Leverington, 2014).
Aree, spessori e volumi dei flussi lavici in Elysium Planitia sono stati inferiti utilizzando le immagini della Context Camera (CTX/MRO) in combinazione con i dati dello Shallow Radar (SHARAD/MRO) da parte di Voigt e colleghi (2023). Gli studiosi riconoscono 1777 superficie riflettenti inseriti in un compilazione su di un'area complessiva pari a 9.126.790 km2 consentendo di ricostruire l'evoluzione del paesaggio del sottosuolo nel tempo di Elysium. In particolare i risultati indicano che la piana è composta da materiale proveniente da circa 40 episodi di attività vulcanica effusiva mentre volumi per singole eruzioni pari a 4000 ± 1600 km3 riempirono Athabasca Valles, di 12.200 ± 2500 km3 entrarono in Marte Vallis e 16.000 ± 4000 km3 sfociarono in Rahway Valles come principali unità di flusso e minori volumi come 100 ± 50 km3 si insediarono nelle Cerberus plains. Inoltre, il paesaggio pre-eruzione rivela che la Marte Vallis, scavata dall'acqua, è più estesa come area, ma meno profonda di quanto suggerito in precedenza, con una probabile direzione del paleoflusso da nordovest a sudest.
L'area della sezione trasversale di Athabasca e l'inferenza di un singolo flusso hanno portato Jaeger e colleghi (2010) a modellare la collocazione del flusso come turbolenta. Le mappe mineralogiche prodotte dallo strumento Compact Reconnaissance Imaging Spectrometer for Mars (CRISM/MRO) identificano provvisoriamente queste lave a composizioni mafiche o ultramafiche coerenti con le viscosità ipotizzate (100–105 Pa⋅s) derivate dalla modellazione del vulcanismo delle pianure adiacenti (Vaucher et al., 2009). Una composizione mafica-ultramafica inoltre sarebbe congruente con il valore di viscosità preferito di 50 Pa⋅s, valore derivato utilizzando un modello di messa in posto turbolenta (Jaeger et al., 2007). Greeley et al. (2005) stimano una viscosità prossima ai 2,8–50 Pa⋅s basate su composizioni di lava picritica misurate nel cratere Gusev. Notano che questi valori di viscosità sono, molto probabilmente, simili ai basalti archeani ad alto contenuto di Mg sulla Terra o alle lave dei mari sulla Luna. La stima di Greeley e colleghi è di 1–3 o più ordini inferiore ai tipici basalti hawaiani, ma pur sempre plausibile per le lave ultramafiche. Si stima che i tassi di effusione siano nell'intervallo di 1–4⋅106 m3/s sia per la lava che per i flussi acquosi nei pressi di Athabasca Valles (Burr 2002; Grier, et al., 2002; Keszthelyi et al., 2007). I canali di deflusso idrici in altre parti di Marte hanno tassi di scarica stimati ancora più grandi, come la stima di 107 m3/s ad Ares Valles (Andrews-Hanna e Phillips, 2007).
Altri autori hanno evidenziano alcune caratteristiche morfologiche nella Valle Athabasca come incompatibili con l'ipotesi del megaflooding, basata su dati visivi ad altissima risoluzione raccolti usando la camera HiRISE ad alta risoluzione del Mars Reconnaissance Orbiter (HiRISE/MRO). Alla mesoscala, il fondovalle rimane relativamente non eroso rispetto ad altri canali di deflusso presenti su Marte e rispetto a quello dei Scabland canalizzati. Il fondovalle è caratterizzato da fronti sovrapposti che diventano progressivamente più giovani verso le Cerberus Fossae, circondando concentricamente la fessura del punto di uscita; questa morfologia è stata interpretata come una serie di flussi di lava successivi che si espandevano dalla fossa verso valle prima di sfociare nel bacino del Cerberus Palus. Questi flussi putativi hanno tessiture rigate e poligonali coerenti con una provenienza basata su materiale lavico, rispettivamente indicative di situazioni in cui la lava ha iniziato a raggrupparsi e in cui una superficie solidificata di lava è crollata mentre la roccia fusa sottostante continuava a fluire. In questa interpretazione, le forme snelle simili a isole vengono interpretate a mostrare i punti di alto (dove il livello di lava ha raggiunto l'altezza massima) prima del drenaggio e della messa in comune di materiale fuso a valle di Cerberus Palus. Quasi l'intera superficie del pavimento di Athabasca Valles è stata interpretata, da alcuni autori, in parallelo per morfologia al membro Roza del basalto di Wanapum, un'unità all'interno del Columbia River Basalt Group posta nel nord-ovest americano; i stessi ricercatori propongono che l'intera unità del pavimento sia stata depositata in un unico evento eruttivo, con la lava nell'area che si depositava in modo turbolento come parte di un evento di sommersione.
Alcuni autori hanno osservato una serie di grandi placche fratturate, dell'ordine dei chilometri in ampiezza, situate a sudovest della posizione dello sbocco della Valle Athabasca, nella regione delle pianure delle Cerberus Palus. Alcuni autori hanno interpretato queste caratteristiche morfologiche in analogia a placche di lava espulse a valle del sistema delle Athabasca Valles durante la sua formazione. Tali placche sono state osservate formasi nelle lave di tipo Pahoehoe delle Hawaii che hanno ristagnato, formando una superficie che si indurisce e poi si rompe. Il gas fuoriesce dalla lava intorno alle periferie dei poligoni risultanti, facendo crollare i loro bordi e facendo rigonfiare i centri dei poligoni. Peculiarità di tali caratteristiche sono le avvolgimenti di lava, in cui due fluidi a diversa velocità e/o densità fluiscono l'uno accanto all'altro causando una instabilità di Kelvin-Helmholtz. Sebbene le analoghe morfologie di ghiaccio possono manifestarsi come lastre di dimensioni, forma e distribuzione simili, non sono noti meccanismi glaciali che possono creare tali forme a spirale osservate allo sbocco dei canali  delle  Athabasca Valles.
Storicamente gli oppositori alle ipotesi dei flussi di lava hanno indicano che il fondovalle della Valle di Athabasca non sembra assomigliare morfologicamente a nessuna superficie di lava non erosa osservata, come si nota dalla camera a media risoluzione Mars Orbiter Camera (MOC/MGS) e dall'altimetro laser a bassa risoluzione dell'orbiter non rassomigliando (insieme a tutti i canali della centrale della Elysium Planitia) molto a nessuna delle superfici di lava analogamente posizionate sulla Terra. In contesti terrestri, l'erosione della lava è estremamente rara e si verifica solo quando un flusso lavico caldo è concentrato in un'area stretta (come un tubo di lava isolato)  è fluisce verso il basso si di un pendio ripido. Queste condizioni sono incompatibili con le condizioni osservate nella Valle Athabasca e degli altri canali di deflusso in questa regione di Marte. Inoltre calcoli derivati da misure di salti topografici tra fondo canale e bordo sembrano essere incompatibili con i risultati forniti da modelli di erosione per flusso lavico turbolento tanto che, sebbene possa aver agito una tale dinamica, l'erosione termica da sola non basta ad aver prodotto il canale Athabasca mentre le profondità di erosione modellate sono risultate essere decisamente inferiori alla profondità del canale Athabasca osservato.

### Ipotesi su flussi di lava sopraglaciali e trasportati
Alcuni autori hanno proposto che una combinazione di meccanismi possono spiegare in modo soddisfacente l'origine del sistema Athabasca Valles, vale a dire la collocazione su larga scala di estesi flussi di lava a bassa viscosità al di sopra di ghiacciai preesistenti. Oltre a produrre interazioni con il ghiaccio, queste effusioni vulcaniche a bassa viscosità sarebbero avvenute su larga scala; si pensa che abbiano formato fino a un terzo della odierna superficie marziana anche in virtù dei confronti effettuati con le  grandi province ignee (LIP) terrestri.
Si ritiene che i singoli periodi di attività vulcanica che costituiscono la moderna regione dell'Elysium Planitia siano durati fino a 1 miliardo di anni dal presente, con la roccia nelle vicinanze dell'Athabasca Valles potenzialmente depositata su un periodo temporale prossimo alle settimane oppure ai mesi. Data l'obliquità del pianeta durante questa periodo dell'Amazzoniano, è stato logicamente ipotizzato che i ghiacciai si stessero, probabilmente, accumulando attivamente nella regione dell'Elysium Planitia contemporaneamente al vulcanismo in quel momento agente.
I sostenitori dell'ipotesi delle grandi inondazioni notano che le forme semplificate viste nelle valli di Athabasca sono incompatibili con una ipotesi glaciale. È improbabile che lo siano i drumlin, particolare tipo di elevazione, che sono snelli e a forma di lacrima nelle tre dimensioni. In  Athabasca Valles in particolare, molte caratteristiche relitte (compresi i bordi dei crateri) appaiono ancora alla sommità delle forme affusolate. Poiché la gravità marziana è più debole, i ghiacciai marziani dovrebbero essere molto più spessi delle loro controparti terrestri affinché possano  superare le forze basali di attrito e iniziare a fluire (con spessori stimati fino a 4–5 km). Il risultato è che i ghiacciai, in teoria avrebbero dovuto coprire tali morfologie.
Lavori odierni indicano una azione mista acqua-lava come processo di formazione dei canali in cui a una fase di erosione idrica è seguita, o si è accoppiata, una fase di azione vulcanica (p.e. Burr, 2002; Head et al., 2003; Voigt et al., 2023). Tra queste vengono portate le prove di studi sulle morfologie vulcaniche (p.e. Vaucher et al., 2009; leggi anche la sezione sulle caratteristiche geomorfologiche controverse) con le quale la lava avrebbe interagito con ghiaccio od acqua superficiale generando steam explosions, eruttati attraverso la superficie (p.e. Lanagan et al., 2001). Anche la cartografia realizzata utilizzando come base le immagini ad alta risoluzione di HiRISE/MRO col fine di porre in risalto le facies dell'Athabasca Valles Flood Lavas (AVFL) tendono a concordare con questo pensiero. La carta geologica delle litofacies realizzata da Tucker et al (2025) indicano una coerenza e quindi una connessione tra i Volcanic Rootless Constructs e la litologia su cui poggiano dimostrando che la messa in posto della lava ha comportato interazioni con acqua o ghiaccio sotterranei che hanno portato alla formazione di tali morfologie, in accordo con studi regionali (p.e. Lanagan, 2001; Voigt e Hamilton, 2018). Dundas et al. (2024) indicano però un condizione di esistenza per i  coni senza radici. Athabasca Valles si trova in prossimità dell'equatore dove il ghiaccio, con le condizioni climatiche di Marte, sublimerebbe rapidamente. Pertanto, indicano gli autori, l'esistenza di un certo grado di incertezza nell'acqua come fonte nella formazione dei coni senza radici. Le condizioni di esistenza del fluido prima del periodo attuale possono dipendere da due principali ipotesi ossia che l'acqua è sia stata depositata dall'atmosfera in un clima diverso dall'attuale oppure che potrebbe essere derivata da una grande inondazione poco prima che la lava venisse eruttata. Dundas e colleghi utilizzando la modellizzazione numerica delle inondazioni che attraversano Athabasca Valles, cercano di determinare se effettivamente l'acqua possa aver raggiunto la posizione dove oggi si trovano i coni senza radici osservabili (e come verifica secondaria determinare se le acque alluvionali fossero state disponibili per scavare Lethe Vallis, un canale distale probabilmente prodotto dallo stesso evento che ha formato Athabasca Valles).
Gli autori della ricerca hanno scoperto che le inondazioni con volumi e flussi basati su stime pubblicate in precedenza da latri ricercatori non sarebbero state in grado di raggiungere i coni distali senza radici o anche la Lethe Vallis suggerendo che il clima ha consentito la presenza di ghiaccio equatoriale nel sottosuolo al momento dell'AVFL, oppure che le inondazioni acquose geologicamente recenti in Athabasca Valles erano molto più grandi di quanto indicato dai modelli pubblicati.
Vale la pena chiudere questa sezione sulle ipotesi genetiche di Athabasca indicando una ulteriore dinamica. Pedersen (2013) e altri ricercatori vedono in Athabasca Valles (e in altri luoghi di Marte dalle caratteristiche morfologico-genetiche simili) sempre l'azione di intrusioni (tipo dicchi o simili) come proposto per il meccanismo dei megaflooding e conseguente rottura della criosfera, ma che questa dinamica avrebbe portato alla formazione di lahar generati per lo scioglimento di una sostanziale quantità di ghiaccio presente nel terreno, sia per rottura della criosfera consentendo il drenaggio delle falde acquifere confinate (Pedersen, 2013).

### Caratteristiche geomorfologiche dall'interpretazione controversa

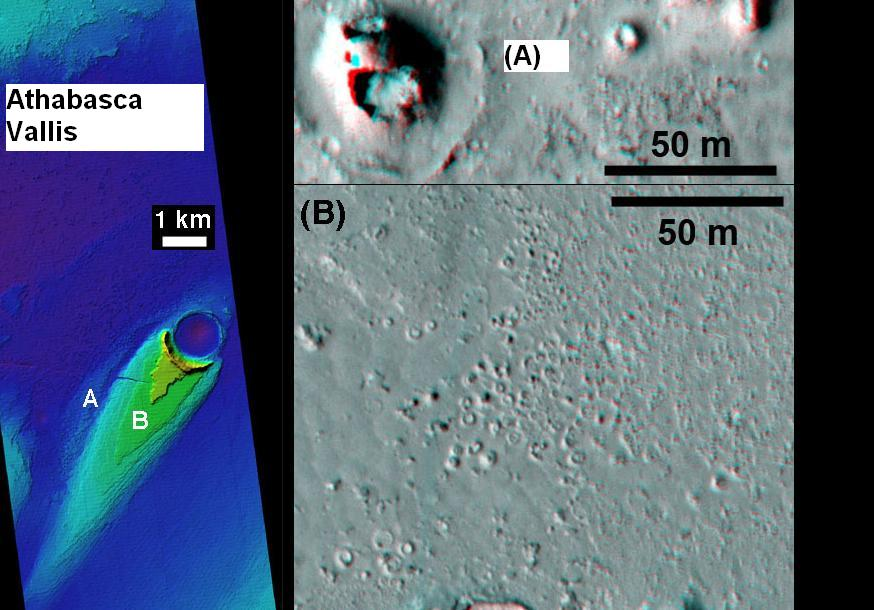
Coni nelle Athabasca Valles psservati da HiRISE/MRO. I coni più grandi nell'immagine superiore sono stati prodotti quando l'acqua o il vapore si sono fatti strada attraverso uno strato più spesso di lava. La differenza tra l'elevazione più alta (rosso) e quella più bassa (blu scuro) è di 170 m. Fonte: NASA/MRO.

Il pavimento delle Athabasca Valles è disseminato da migliaia di piccoli coni ad anelli che esistono solo sull'unità geomorfologica del fondo vallivo. Vengono citati da alcuni autori come morfologie ad anello (o RML). Poiché la distribuzione di queste forme è attigua con l'unità del pavimento della valle, si ritiene che questi siano indicativi dei processi di superficie che hanno formato il sistema vallivo.
Esistono almeno due diversi set di questi coni in Athabasca Valles, in cui parte risultano attivi e altri no. Alcuni ricercatori hanno proposto che i coni attualmente attivi sono venuti a formarsi cronologicamente prima di quelli inattivi. Ci sono varie interpretazioni che sono state offerte in letteratura sulla formazione di queste caratteristiche. Morfologicamente tali coni si formano con singoli punti di fuoriuscita (o coni singoli), con coni più piccoli all'interno delle loro punti di uscita ("o doppi coni, che sono stati osservati solo all'interno delle Athabasca Valles e posti molto vicino alla fessura di emanazione di Cerberus Fossae) e con un numero maggiore di coni all'interno di un cono più grande (chiamato da alcuni ricercatori come coni a frutta di loto). Occasionalmente, gli RML vengono ad essere circondati anche da tumuli a strutture radiali simili a coni molto più piccoli. Le morfologie RML di tipo "doppia" e a "frutta di loto" sono concentrate in aree più piatte del canale, vicino a Cerberus Fossae e sono generalmente allineate parallelamente alla direzione dei flussi catastrofici che hanno formato la valle.
L'ipotesi che le Athabasca Valles siano state formate per apporti lavici suggerisce che questi RML siano in realtà coni senza radici (Volcanic Rootless Constructs abbreviati in VRC), quale forma di getti di vapore mentre questo viene espulso attraverso il flusso di lava solidificante.
Gli RML assomigliano fortemente agli analoghi coni senza radici che sono stati osservati in Islanda in termini di dimensioni e forma, e in particolare mancano di prove chiare di materiali estrusivi attorno ai coni. Alcuni sostenitori dell'ipotesi della formazione delle inondazioni per Athabasca suggeriscono che le acque da inondazioni avrebbero potuto saturare il terreno su cui la lava avrebbe potuto successivamente fluire, causando l'effetto freatomagmatico, poiché sembrano essersi formate in depressioni in cui l'acqua avrebbe potuto plasmare in modo fattibile i terreni. Poiché il ghiaccio d'acqua non era stabile in questa regione di Marte durante l'Amazzoniano, i flussi di lava che formarono questi coni senza radici devono aver raggiunto aree di ristagno molto presto dopo il verificarsi delle mega-inodazioni. Gli oppositori di questa ipotesi hanno notato che le caratteristiche delle scanalature che circondano molti tumuli non sono tipici dei coni terrestri senza radici.
Gli RML delle Athabasca Valles potrebbero essere anche pingo; ciò suggerirebbe fortemente allora che una combinazione di sedimenti e ghiaccio viene ad essere ricompreso nel fondovalle. Le morfologie coniche osservate all'interno del sistema vallivo assumono tre forme distintive: tumuli circolari oppure con grandi picchi centrali e a depressioni piatte di forma irregolare.
Dall'osservazione dei dati ricavati dal Thermal Emission Imaging System del 2001 Mars Odyssey orbiter (THEMIS/MO), si è notato che le morfologie coniche sono coerenti, in termini di dimensioni e forma, con le diverse fasi del ciclo di vita dei pingo osservati sulla Terra all'area federale russa di Yakutia e della Penisola di Tuktoyaktuk e nei territori del Nord-Ovest del Canada. Infatti si osserva che i pingo terrestri si formano dal sollevamento del bacino di un drenaggio a causa del disgelo. Un'improvvisa esposizione dell'acqua di fusione del permafrost alle condizioni di congelamento innesca un sollevamento dei terreno man mano che il contenuto d'acqua del terreno saturo si espande, portando alla formazione dei tumuli circolari osservati (i pingo appunto). Mentre questo sollevamento prosegue, le crepe che vengono a formarsi per tensione in prossimità della cima del tumulo, espongono il nucleo di ghiaccio del tumulo, che perde massa a causa dello scioglimento oppure della sublimazione. Alla fine, il nucleo diventa instabile e crolla (formando i tumuli forati, indicati da alcuni autori come cicatrici da pingo). Se il pingo si è formato su una lente stabile di acque sotterranee, questo collasso può far esplodere quella fonte d'acqua in sovrapressione dando una sorgente. Ciò provoca il collasso totale del pingo e la formazione di una depressione ossia la terza morfologie precedentemente indicata ossia a depressione piatta e di forma irregolare). Molti dei tumuli di Athabasca Valles sono circondati da fossati, che è una caratteristica morfologica dei pingo osservati come analogia nel Tuktoyaktuk. La distribuzione densamente compatta e le forme irregolari e mescolanti dei tumuli in quest'area sono anche caratteristiche comuni osservate nei campi di pingo terrestri.
Ipotesi alternative formulate da alcuni ricercatori ipotizzato che gli RML di Athabasca si siano formati per degassamento violento dei volatili provenienti da flussi sedimentari in cui erano intrappolati, formando quelli che vengono definiti, in letteratura, come "coni criofreatici". Gli RML sono stati proposti da altri autori a rappresentare kettle formati da blocchi di ghiaccio depositati. Questa interpretazione è coerente con l'ipotesi che le Athabasca Valles siano state formate dall'azione erosiva di un ghiacciaio in movimento.

#### Prove dalla camera HiRISE/MRO
Nuovi dati sono stati forniti dalla camera ad altissima risoluzione HiRISE alloggiata a bordo dell'MRO che in alcuni può raggiungere risoluzioni a terra anche dell'ordine del mezzo metro. Studi eseguiti sulle riprese effettuate con tale camera infatti hanno reso possibile dettagliare la morfologia delle forme coniche, rendendo possibile una maggiore comprensione della loro genesi ed evoluzione. Si è raggiunto così un consenso unanime sul fatto che i gruppi di coni in Athabasca Valles (assieme a quelli di Cerberus Palus) sono stati precedentemente interpretati erroneamente come pingo, mentre sembrano verosimilmente essere forme del terreno prodotte dall'interazione esplosiva lava-acqua (Bruno et al., 2006; Jaeger et al., 2007; Burr et al. 2009a, b; Dundas e McEwen 2010; Keszthelyi et al. 2010; Hamilton et al. 2011).
Studi cartografici di dettaglio mettono in mostra la correlazione tra forme coniche e litologia (Tucker et al., 2025) indicando una coerenza genetica. Studi morfologici mettono in risalto però che l'allineamento dei rootless cone con gli yardang nella depressione di Aeolis suggerisce che il materiale è friabile e facilmente asportabile (Zimbelman e Griffen, 2010) consentendo il trasporto tramite vie preferenziali del vapore durante le estesi interazioni lava-acqua con i VRC posizionati sopra le strutture degli highstanding degli yardang.
I coni di Athabasca Valles e di altri luoghi di Marte come planitie, altre strutture vallive e canyons, provincie vulcaniche, altipiani e aree prossime a zone di impatto sono stati oggetti di analisi e studio tramite intelligenza artificiale da parte di ricercatori cinesi (Yang et al., 2024). Lo studio portato avanti dai ricercatori si è concentro sulla mappatura dei coni marziani come osservabili dalle immagini ad alta risoluzione di HiRISE/MRO. Il risultato ottenuto indica l'effettivo utilizzo sia del metodo che delle forme per eventuali analisi comparative morfologiche con il tentativo di stabilire in maniera univoca la loro possibile origine e quindi di fornire supporto allo studio della geologia marziana.

## Storia osservativa

### Prima degli anni 2000
La moderna Elysium Planitia (comprensiva di Athabasca Valles) e il relativo bulge furono ampiamente cartografate per la prima volta negli anni '70 e '80 del '900 usando immagini orbitali provenienti dal programma Viking. Le prime interpretazioni geofisiche e tettoniche di questa regione furono proposte negli anni '80, sempre del XX secolo, da vari autori.
Nel 1990, Jeffrey B. Plescia del Jet Propulsion Laboratory fu tra i primi a esaminare in dettaglio l'origine della zona centrale di Elysium Planitia; al momento della sua pubblicazione, si riferiva a questa regione informalmente come Pianure del Cerbero, ed è stato il primo a esaminare criticamente l'ipotesi che questa regione fosse in gran parte formata per eruzione di lava a bassa viscosità. Questa ipotesi, tra le altre ipotesi vulcanico-eoliche e sedimentarie, alla fine ricevette una diffusa accettazione nella comunità geologica planetaria di Marte. Plescia ha studiato i canali di deflusso di Elysium Planitia, rilevando la presenza di isole affusolate e sottolineando l'assenza a scala regionale della morfologia anastomizzata, distinguendoli così da quelli della regione del circum-Chryse. Ha ipotizzato quindi che le isole affusolate fossero indicative di un fondo roccioso relitto che ha preceduto la formazione delle "pianure del Cerbero" vulcaniche e che i caratteristici canali anastomizzati dei canali nei pressi di Chryse erano stati sepolti sotto estesi flussi lavici.
David H. Scott e Mary G. Chapman del United States Geological Survey pubblicò un esame di Elysium Planitia nel 1991, inclusa una carta geologica aggiornata della regione, proponendo che Elysium fosse un bacino che conteneva un paleolago; ciò è stato possibile grazie all'interpretazione delle caratteristiche morfologiche in quello che chiamavano "Bacino di Elysium" come da origine sedimentaria.
Nel 1992, John K. Harmon, Michael P. Sulzer, Phillip J. Perillat (dell'allora Osservatorio di Arecibo a Porto Rico) e John F. Chandler (del Centro di astrofisica di Harvard-Smithsonian vicino Boston, Massachusetts) hanno riferito della creazione di mappe di riflessività radar su larga scala della superficie marziana realizzate quando Marte e la Terra erano in opposizione nel 1990. Si è trovato che forti firme eco-radar depolarizzate coincidono con i terreni interpretati essere di origine vulcanica attraverso tutta la superficie marziana. Queste firme inoltre coincidevano spazialmente strettamente con la unità di flusso vulcanico proposta e riportata da Jeffrey Plescia nel 1990, incluso il fondo dell'Athabasca Valles, portando i ricercatori a fornire supporto all'ipotesi vulcanica di Plescia.
In un seminario della NASA tenuto nel 1998 al Centro di ricerca Ames vicino San Jose in California, James W. Rice e David H. Scott (dell'Ames e degli US Geological Survey, rispettivamente) hanno ridotto a undici i siti di atterraggio candidati per l'ormai cancellata missione NASA Mars Surveyor. Elysium Planitia era uno dei siti scelti per l'origine idrotermale putativa in Athabasca Valles, una delle principali motivazioni per proporre il sito di atterraggio in Elysium.

### Primi anni del 2000

#### 2002
Nel 2002, Daniel C. Berman e William K. Hartmann del Planetary Science Institute confrontarono i dati iniziali delle missioni Viking con i più recenti dati ad alta risoluzione dal Mars Global Surveyor, con lo scopo di aggiornare, e verificare di conseguenza, le interpretazioni precedenti. In particolare i due ricercatori trovarono le età dei crateri presenti in Marte Vallis e i canali di Athabasca. Le stime dell'età stabilite per il fondo delle Athabasca Valles suggerivano un limite di età superiore ai 20 Ma e un prodotto di ripetute inondazioni in molti momenti diversi. Proposero che l'età del fondovalle poteva essere fino a diverse decine di milioni di anni più giovani delle pianure circostanti. Utilizzando i dati ottenuti dal MGS gli autori sono arrivati ad affermare che, tramite le ipotesi iniziali definite con i dati dei Viking, sia le caratteristiche morfologiche dell'acqua che della lava e che hanno modellato Athabasca Valles, potrebbero essersi avute in momenti diversi dalle aperture delle fessure in Cerberus Fossae, sebbene da quel momento le caratteristiche geomorfologiche diagnostiche potrebbero essere state sovrimposte da eventi geologici successivi nella fossae. Lo studio ha anche esplorato potenziali fonti d'acqua che si pensava avessero formato le Athabasca Valles, ragionando sul fatto che era necessario un serbatoio estremamente profondo di acqua con un certo strato protettivo per concentrare l'afflusso di acqua liquida attraverso lo stretto sistema delle Cerberus Fossae a ritardare il deflusso in superficie in un periodo tardivo dell'Amazzoniano. Processi come la ricarica della falda acquifera mediante precipitazione, trasporto a lunga distanza nel regolite marziano dagli altopiani, seppellimento locale del ghiaccio sotto i strati vulcanici e ricarica atmosferica via condensazione sono stati suggeriti come possibili agenti per spiegare l'apporto, ma comunque tutti dalla valutazione incerta.
Una review sugli studi è stata pubblicata contemporaneamente da Devon Burr, Jennifer Grier, Alfred McEwen e Laszlo Keszthelyi (delle Università dell'Arizona e Arizona State University), utilizzando anche i dati della MOC/MGS e del MOLA/MGS. Gli autori hanno confrontato criticamente le morfologie osservate nel sistema Athabasca Valles con quelle delle Scabland canalizzate dello stato di Washington e hanno fornito ampie descrizioni delle caratteristiche geomorfologiche all'interno del sistema a valle. Gli autori hanno favorito una spiegazione principalmente idrologica per la formazione di Athabasca Valles e degli altri canali di deflusso regionali, contestando le ipotesi contemporanee relative alla lava e al flusso di ghiacciai a causa delle morfologie distintamente simili alle Scabland canalizzate osservate per tutte le valli marziane.
Sempre nel 2002, Devon M. Burr, Alfred S. McEwen (Università dell'Arizona) e Susan E. H. Sakimoto (della NASA Goddard Space Flight Center nel Maryland) hanno riferito della presenza di forme snelle e scanalature longitudinali a valle di Cerberus Fossae poste sul fondovalle di Athabasca, come morfologie che giustificano un'ipotesi di grande inondazioni a sagomare  la valle. Gli autori hanno enunciato che questa acqua di inondazione probabilmente si è infiltrata nei flussi di lava fresca a valle di Cerberus Palus, suggerendo che depositi di ghiaccio esistenti potrebbero essere rimasti sepolti in situ. Gli autori hanno inoltre discusso di tali depositi di ghiaccio come mezzo per la NASA a facilitare una eventuale futura spedizione di sbarco su Marte.

#### 2003
Nel 2003, Devon M. Burr ha pubblicato la sua tesi di dottorato, intrapresa sotto il suo consulente, Victor R. Baker dell'Università dell'Arizona, caratterizzando i canali di deflusso di Elysium Planitia comprensivi delle Athabasca Valles. Ciò ha incluso la valutazione dei terreni nella zone centrale della planitia di Elysium utilizzando i dati MOC/MGS e MOLA/MGS e la progettazione di un modello step-backwater col fine di modellizzare in termini idrologici il deflusso di acqua liquida nei tratti a monte di Athabasca. Questo è stato realizzato col fine di aggiornare i modelli più vecchi sui canali di deflusso delle valli con i dati topografici dell'altimetro laser ad alta risoluzione. Burr notò così per la prima volta che c'erano regioni in cui, secondo il suo modello, l'acqua poteva realisticamente aggirare gli ostacoli sul fondo di Athabasca Valles come, ad esempio, i bordi dei crateri. Proponeva dunque che, in seguito a rilasci da Cerberus Fossae, questi avrebbero distrutto i depositi stagnanti, tranne nelle regioni dietro gli ostacoli dei vortici. Lo ha proposto come un nuovo modello attraverso nel quale sarebbero probabilmente venute a formarsi morfologie snelle nel sistema vallivo. Le intuizioni del suo studio si sono manifestate in tre pubblicazioni a peer-reviewed, che hanno affrontato almeno in parte gli argomenti sull'Athabasca Valles. Nella sua ricerca Burr ha chiarito le relazioni cronologiche tra le formazioni di Athabasca Valles, Grjotá Valles e Marte Vallis. Non è stata in grado di identificare il preciso meccanismo attraverso il quale le acque alluvionali potrebbero emergere catastroficamente da Cerberus Fossae, ma ha fortemente favorito le acque correnti come il meccanismo con cui si sono a formare tutti e tre i canali.
Nel 2003, Stephanie C. Werner e Gerhard Neukum della Libera Università di Berlino e Stephan van Gasselt del Centro aerospaziale tedesco (DLR) hanno riproposto le precedenti età dei crateri in Athabasca già precedentemente indicate (2001) da Berman e Hartmann utilizzando i dati del MOC/MGS e del MOLA/MGS. I ricercatori hanno affermato che la valle è più antica di quanto si credesse in precedenza, rilevando la presenza di depositi alluvionali in Athabasca Valles prodotti  per fuoriuscita retrodatandoli a 1,6 Ga. Gli autori hanno interpretato il sistema vallivo come una attività geologica attiva per un periodo di tempo molto lungo, con il vulcanismo (decisamente posteriore) dominante verso la storia più recente del sistema a valle ed agente fino a 3 Ma. Gli autori hanno favorito la scelta dell'Athabasca Valles come sito di atterraggio per la missione Mars Exploration Rover (meglio conosciuta dal grande pubblico per i due rover Spirit e Opportunity).

#### 2004-2005
Nel 2004, Ross A. Beyer ha pubblicato la sua tesi di laurea sotto la supervisione del consigliere Alfred McEwen presso l'Università dell'Arizona. Nella sua dissertazione, tra gli altri argomenti, Beyer ha proposto un nuovo punto fotoclinometria, metodo utilizzato per valutare la rugosità superficiale nelle ellissi dei siti di sbarco candidati dalla NASA per la missione Mars Exploration Rovers. Utilizzando questo metodo, per caratterizzare le pendenze superficiali, Beyer è stato in grado di accertare quanto fosse pericoloso ogni sito di atterraggio proposto, fornendo informazioni a coloro che discutevano sulla loro adeguatezza nelle riunioni sui siti di atterraggio. Il sito di Athabasca Valles era tra quelli in cui Beyer ha applicato il suo metodo di fotoclinometria.
Nel 2005, Jeffrey C. Hanna e Roger J. Phillips della Università di Washington a St. Louis hanno studiato i meccanismi attraverso i quali i sistemi di canali di deflusso di Athabasca e Mangala sarebbero venuti a formarsi, data la loro apparente origine dalle fessure (rispettivamente di Cerberus Fossae e Memnonia Fossae). I ricercatori hanno ipotizzato la sovrapressione tettonica per compensare in modo fattibile le porosità non plausibilmente elevate necessarie per spiegare i volumi di acque defluite ottenuti tramite modellati applicati in entrambe le regioni e per modellizzare numericamente i campi di stress e gli spostamenti tettonici occorsi alla profondità di ciascuna fossa di origine. Sono stati inoltre ipotizzati modelli nel caso in cui effetti di diking fossero coinvolti nel rilascio delle acque da un serbatoio pressurizzato o nel caso di una graduale attività tettonica estensiva.
Sempre nel 2005, Alfred McEwen e collaboratori dell'Università dell'Arizona (in collaborazione con altri, tra cui Matthew P. Golombek del JPL, Devon Burr della USGS, e Philip Christensen dell'Arizona State University) hanno riferito della loro caratterizzazione del cratere Zunil, un grande cratere raggiato e posto in prossimità di Athabasca Valles, e dei suoi crateri secondari associati. Le raggiere del cratere sono stati mappati usando i dati MOC/MGS e THEMIS/MO. I ricercatori hanno osservato che quasi l'80% dei crateri secondari cartografati all'interno delle Athabasca Valles probabilmente provenivano dal cratere Zunil. Notando che Zunil taglia il fondo esistente di Athabasca, gli autori hanno posto l'età del sistema tra 1,5 Ma e 200 Ma. Questo vincolo viene parzialmente basato sull'affermazione degli autori secondo cui Zunil è una forte fonte, candidata, delle meteoriti shergottiti, a petrologia basaltica di origine marziana ritrovati sulla Terra e quindi direttamente analizzati.

### Fine prima decade del 2000
Nel 2006, David P. Pagina e John B. Murray della Open University hanno contestato l'interpretazione dei tumuli butterati nella regione distale delle Athabasca Valles come morfologie coniche senza radici, offrendo una caratterizzazione approfondita delle strutture a tumuli nel sistema vallivo quando interpretate come pingo. Page e Murray hanno portato una lunga discussione contro l'ipotesi che il vulcanismo avrebbe potuto spiegare la formazione del sistema di Athabasca Valles.
Nel 2007, Windy L. Jaeger, Lazlo P. Keszthelyi, Alfred McEwen, Patrick S. Russell e Colin S. Dundas (dell'Università dell'Arizona) hanno esaminato le immagini ad altissima risoluzione provenienti da HiRISE/MRO rivalutando le precedenti interpretazioni del sistema di Athabasca Valles alla luce dei nuovi dati disponibili. I ricercatori hanno scoperto che tutte le caratteristiche da megaflood nelle valli di Athabasca sono drappeggiate dai flussi di lava e hanno concluso che la valle era molto probabilmente scolpita non dalle acque alluvionali ma piuttosto dalla lava a bassa viscosità che esplose dalle Cerberus Fossae. Hanno reinterpretato tutte le caratteristiche glaciali putative osservate sia in Athabasca Valles che a valle delle Cerberus Palus come di natura vulcanica, sfidando direttamente l'ipotesi periglaciale rivendicata da David Page e dai suoi collaboratori. David Page ha contestato direttamente le interpretazioni vulcaniche degli autori dei tumuli forati e dei terreni poligonali in una pubblicazione successiva, rilevando che queste caratteristiche occasionalmente si trovano a sovrapporre dei crateri da impatto. Un'interpretazione vulcanica non consentirebbe questo successivo riaffioramento. Page ha criticato inoltre i ricercatori indicando che le loro osservazioni sono state effettuate sulla base di raccolta dei dati definibili come "delle ciliegie" col fine di soddisfare le loro ipotesi. Gli autori hanno risposto alle critiche di Page sottolineando che i crateri a impatto secondario non sono sempre abbastanza energici da cancellare completamente le morfologie preesistenti e che le sue affermazioni sui terreni poligonali sono state effettuate basandosi su analisi della regione di Elysium Planitia posta molto lontana dalla zona di interesse e che è strutturalmente distinta dai poligoni osservati all'interno di Athabasca. Jaeger e i suoi collaboratori hanno anche notato che le interpretazioni dei dati provenienti dagli strumenti GRS/MO, SHARAD/MRO e CRISM/MRO suggeriscono che il ghiaccio d'acqua, non può essere stata una grande forza di rimodellamento nella storia geologica delle Athabasca Valles.
Nel 2009, David P. Pagin, Matthew R. Balme e Monica M. Grady (della Open University) hanno reinterpretato una diffusa tessitura delle pianure poligonali che abbraccia gran parte di Elysium Planitia e Amazonis Planitia non di origine vulcanica coincidente con la formazione delle pianure, ma come una progressiva riemersione associata a processi glaciali, analizzata tramite morfologie  osservate sulla la Terra e risalenti al ultimo massimo glaciale. Si osserva che questo terreno poligonale si sovrappone praticamente in tutti i crateri da impatto di questa regione e si ritiene che (secondo i conteggi comparativi dei cratere) abbiano eliso molti crateri preesistenti. Se le pianure dell'Elysium Planitia vengono effettivamente attivamente riemerse, questo processo di resurfacing altererebbe le stime di età basate sul conteggio dei crateri precedenti osservati rendendo dubbi su tutta la regione i conteggi ed in particolare modo nel fondovalle di Athabasca Valles. Questo avverrebbe soprattutto nel confronto dei terreni poligonali con terreni non poligonali, portando probabilmente ad interpretazioni erronee di quasi quaranta volte più giovane di quanto inizialmente stimato l'età dei terreni. Gli autori sostengono inoltre che la progressiva modifica dei terreni poligonali verso terreni effetti da termocarsismo con morfologie a pingo, suggerisce (in analogia alle circostanze avvenute nelle regioni terrestri) uno spostamento climatico sempre più temperato avvenuto nel tardo Amazzoniano. Nel 2009, Joyce Vetterlein e Gerald P. Roberts dell'Università di Londra in Inghilterra hanno riferito della presenza di una fagliazione estensionale nelle Cerberus Fossae meridionali, attraversando geomorfologie attribuibili sia ai canali di deflusso che alla successive copertura di lava. Gli autori hanno notato che queste faglie sono probabilmente la caratteristica geologica più recente presente nella regione di Cerberus Fossae e Athabasca Valles. I dati altimetrici del MOLA/MGS sono stati usati per stabilire l'offset delle faglie e gli spostamenti dei graben, con HiRISE/MRO e THEMIS/MRO utilizzati per fornire il contesto geologico. Questa subsidenza è stata decisamente attribuita a un errore e non a un collasso locale nel criosfera; gli autori hanno notato, quindi, che la topografia delle Cerberus Fossae da sola non può essere utilizzata per dedurre il volume del fluido che ha interessato le Athabasca Valles.

### Dal 2010 al 2019
Ricercatori del USGS (tra cui Windy Jaeger, Lazlo Keszthelyi e James A. Skinner) e Alfred McEwen (dell'Università dell'Arizona) hanno pubblicato uno studio nel 2010 utilizzando dati ad alta risoluzione dell'HiRISE/MRO e della CTX/MRO per cartografare le effusioni laviche nella regione di Athabasca Valles. L'estensione di questa unità di lava è risultata approssimativamente delle dimensioni dello stato americano dell'Oregon. I dati spettrali del CRISM sono stati utilizzati per confermare la composizione delle unità geomorfologiche mappate nel corso di questo studio e hanno riaffermato le precedenti affermazioni su larga scala utilizzando i dati spettrali del GRS/MO per cui il fondo in Athabasca Valles è in gran parte di composizione ultramafica e mafica. Questo lavoro ha spostato la scoperta iniziale del 2007 da parte dei ricercatori secondo cui una colata lavica ricopriva l'intero fondo della valle di Athabasca, proponendo che questo strato fosse stato depositato in modo turbolento e in una singola eruzione della durata di settimane. Questa sarebbe la prima testimonianza di una lava depositata in modo turbolento, modalità documentata ovunque nel Sistema Solare. Quattro mappe geomorfologiche alla scala di 1: 500 000 delle Athabasca Valles dovevano essere inizialmente prodotte utilizzando i dati CTX/MRO e HiRISE/MRO, ma i finanziamenti sono stati ridotti per taglio di budget e le intenzioni sullo sforzo di cartografia sono state incorporate nello studio di Jaeger et al del 2010. Una singola carta di risoluzione pari a 1:1 000 000 è stata successivamente finanziata per portare a compimento questo quadrangolo, con un abstract pubblicato per il meeting dei cartografi geologici planetari svolto a Flagstaff (Arizona) nel 2018.
Nel 2012, Andrew J. Ryan e Phil Christensen (dell'Arizona State University) hanno osservato la presenza di strutture simili a bobine di lava su piastre fratturate immediatamente a valle dell'Athabasca Valles. Queste caratteristiche assomigliano fortemente a quelle dei flussi di  lave pahoehoe delle Hawaii, portando a formulare l'ipotesi della lava a bassa viscosità per la formazione del canale di deflusso.
Nel 2015, Rina Noguchi e Kei Kurita dell'Università di Tokyo hanno tentato di conciliare le attuali discrepanze sull'origine delle morfologie ad anello valutando le distribuzioni spaziali e le morfologie uniche dei diversi tipi di RML presenti nella valle. I ricercatori hanno separato le caratteristiche in base al numero e alla disposizione delle aperture dei coni come coni singoli, coni doppi concentrici e "frutta di loto" (che mostrano più di due coni all'interno del fosso). I coni doppi e i coni a "frutti di loto" descritti dagli autori sono stati analizzati in rapporto ai coni senza radici di Mývatn nel nord dell'Islanda, rilevando che mancavano le pendici e le crepe da trazione sulla cima caratteristiche dei pingo terrestri.
Nel 2018, James Cassanelli (laureando di James W. Testa alla Brown University) ha proposto che le grandi interazioni su scala regionale tra i ghiacciai nella parte centrale di Elysium Planitia e la formazione attiva dei flussi di lava che costituiscono le pianure, fossero responsabili delle geomorfologie osservate in Athabasca Valles e negli altri canali di deflusso presenti nella zona centrale dell'Elysium. Nello stesso anno, una collaborazione di ricercatori italiani, tedeschi e francesi tra cui Barbara de Toffoli ha sviluppato e validato un metodo di analisi frattale, con lo scopo di progettare uno strumento atto alla verifica della corrispondenza tra le strutture marziane simili a tumuli associate alle zone di fratturazione regionale col fine di prevedere l'estensione dei loro reservoirs di origine. Tra le caratteristiche scelte per l'analisi, i ricercatori hanno esaminato i pingo putativi nelle Athabasca Valle sulla base dei dati  diHiRISE/MRO in confronto con analoghi terrestri posti nella regione russa delle Kolyma Lowland.

### Dal 2020
Dal 2019 in poi Athabasca Valles viene citata in diversi articoli nella descrizione delle unità vulcaniche oppure sedimentarie che le comporrebbero, in relazione a diversi argomenti trattati e in molteplici lavori, ma che di fatto non coinvolgono direttamente il sistema vallivo. Questo col fine di esporre la caratterizzazione geologica, stratigrafica, litologica e del bedrock dell'area di Elysium e di Cerberus per questioni attinenti all'esplorazione scientifica, l'atterraggio di lander, la geofisica oppure ancora la cartografia. In questi lavori Athabasca Valles viene esposta in termini di espressione geologica più che studio specifico e quindi tali lavori non vengono riportati in questa sezione. SI lascia in bibliografia la lista qualora si sia interessati ad una loro consultazione.
Specificatamente per l'analisi morfologica delle forme coniche sono stati dati alle stampe alcune lavori, tra il 2022 e il 2025. Il primo è stato proposto dai ricercatori Chavan e Bhandari (2022) dell'Università  indiana Bhuj del Dipartimento delle Scienze della Terra e dell'Ambiente. Tramite analisi morfometriche e cartografiche effettuate nell'area posta a nordovest del Deccan, i due ricercatori ne pongono l'accento sulla loro possibile analogia con zone vulcaniche di Marte. Tali osservazioni nascono da particolari condizioni climatiche, tipo quelle secche e iperaride di Kachchh, fornendo analoghi ai siti di Marte per gli studi di interazione acqua-lava. Proprio in questo articolo viene indicata la possibilità di analogia dei Volcanic Rootless Constructs (VRCs) di Athabasca con le corrispettive forme presenti nel territorio dell'India.
Il secondo nasce da ricercatori cinesi afferenti ad aree di studio relative alle Scienze della Terra, alla planetologia e dello spazio profondo e delle scienze informatiche (Yang et al., 2024). Gli autori hanno conteggiato 3681 di coni manualmente dalle immagini ad alta risoluzione di HiRISE sebbene in aree localizzate e con metodi di rilevamento applicabili solo a un singolo tipo di cono con una ben specifica morfologia e una distribuzione spaziale similare. Innovativo è l'approccio di identificazione dei coni, appositamente progettato per riconoscere adeguatamente le forme da diverse regioni superficiali in immagini planetarie ad alta risoluzione col fine di realizzare un database di tali forme, ad oggi mancante, rendendolo disponibile al pubblico per futuri riferimenti tramite tecniche di IA basate sulla Deep Learning.
Sempre nel 2024 Dundas, Keszthelyi e Williams dello USGS pongono l'accento con il loro articolo su una possibile alternativa alla formazione di acqua che avrebbe facilitato la strutturazione dei coni senza radici. Athabasca Valles infatti si trova vicino all'equatore, dove il ghiaccio sublimerebbe rapidamente nel clima attuale indicando come incerta la fonte di acqua per la formazione dei rootless cone. Partendo da queste ipotesi gli autori hanno prima modellizzato in modo numerico le inondazioni che attraversavano Athabasca Valles per determinare se effettivamente si possa aver avuto rifornimento di acqua alle posizioni dei coni senza radici oggi osservati e in secondo luogo hanno tentato di fornire prove per una eventuale escavazione di Lethe Vallis, un canale distale, proprio dall'azione idraulica probabilmente come evento concomitante alla formazione di Athabasca Valles. Gli studiosi arrivano a definire come i volumi e i flussi delle inondazioni forniti in studi precedenti non abbiano potuto permettere di raggiungere i coni distali senza radici presenti in Athabasca Valles o tantomeno l'escavazione di Lethe Vallis. Sempre secondo gli autori del lavoro ciò suggerisce che il clima ha consentito la presenza di ghiaccio equatoriale nel sottosuolo al momento della formazione delle AFLV, oppure che le inondazioni acquose geologicamente recenti in Athabasca Valles erano molto più grandi di quanto precedentemente indicato dai modelli pubblicati in altri lavori.
Tucker, Hamilton e Kerber (2025) del Lunar and Planetary Laboratory dell'University of Arizona (Tucson)  hanno cartografo l'area delle Athabasca Valles inserendo nella carta anche le posizioni dei coni senza radici (VRC) relazionandole con le litologie e le facies indicano che la messa in posto della lava ha comportato interazioni con acqua o ghiaccio sepolto portando alla formazione delle morfologie strobile in accordo con precedenti studi regionali. Tuttavia gli allineamenti dei VRC con gli yardang nei trogoli in Aeolis suggeriscono che il materiale facilmente erogabile avrebbe consentito il trasporto preferenziale dello stato  vapore durante le interazioni lava-acqua permettendo la concentrazione  dei VRC sopra gli high-standing delle strutture degli yardang.
Infine va ricordato che l'ultima cartografia e relative note illustrative (2021) è stata rilasciata dalla United State Geological Survey in collaborazione con la NASA. In questa carta viene riassunta la storia geologica di Athabasca Valles con la sua descrizione evolutiva inquadrata nei diversi periodi di tempo marziano e quindi nell'attuale Scala dei Tempi cronologici di Marte.